# Basarab al V-lea
Basarab al V-lea (domnitor al Țării Românești între ianuarie - februarie sau martie 1529), pretendent domnesc despre care se știu foarte puține. Unii istorici presupun că ar fi fiul lui Mehmed beg, pașa de Vidin, deci strănepot de fiu al voievodului Mihail I, alții că ar fi fiu al lui Neagoe Basarab, sigur este că apare pentru prima oară într-o scrisoare a sibienilor din 29 ianuarie 1529 către arhiducele Ferdinand I al Austriei când cereau sprijin pentru "[...] fiul celui din urmă Basarab [...]".
Acest Basarab vine în țară pus de Soliman Magnificul și însoțit de armatele pașalei de Nicopole în dauna obiceiului legiuit de alegere a domnului și spre marea nemulțumire a nobilimii autohtone. De altfel, la sfârșitul lui martie 1529, trimisul arhiducelui Ferdinand nota că "[...] până acum nu l-au primit ca domn [...]" , iar dintr-o altă scrisoare a sibienilor către solul lor, cneazului Ioan din Rășinari, datată 16 martie se spune "[...] s-a trimes Ion Chinezul [cneazul, n.t.] în Valahia spre a vedea pe noul voievod [Moise, n.t.], a cerceta cugetele boierilor asupra domnitorilor și ce gând au turcii cu voievozii existenți [...]". 
Din aceste frânturi de mărturii nu se poate deduce decât că acest prezumtiv voievod, dacă a domnit, nu putea domni decât până în martie, căci din acestă lună Moise este singur domnitor al Țării Românești. 
Despre sfârșitul acestui pretendent se lasă liniștea ca despre întreaga sa viață. Alexandru D. Xenopol presupune  că ar fi fost ucis de boieri, indicând ca făptuitori posibili pe Drăgan postelnicul din Merișani și Neagoe din Periș, asasinii lui Radu de la Afumați. În schimb, Ion Radu Mircea afirmă că acest Basarab ar fi dispărut odată cu tatăl său, Mehmed beg, când acesta a fost îndepărtat din funcția de pașă de Nicopole. Adevărul, însă, încă mai așteaptă prin vreun colț de arhivă prăfuit de neumblare.